# Namontia robusta
Namontia robusta är en insektsart som beskrevs av Marius Descamps 1964. Namontia robusta ingår i släktet Namontia och familjen Euschmidtiidae. Inga underarter finns listade i Catalogue of Life.